# Доісторична Сербія

## Палеоліт

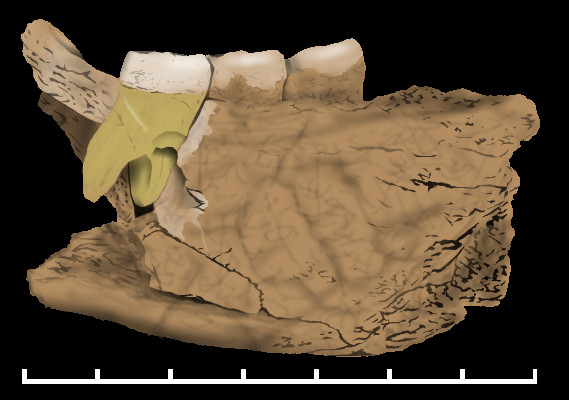
Скаменіла щелепа BH-1 з Малої Баланиці

У 2000 році у печері Мала Баланиця (sr:Мала Баланица), яка знаходиться  у Сичевській ущелині (sr:Сіћевачка клисура) була знайдена частину щелепи давньої людини, імовірно виду Homo erectus або  Homo heidelbergensis, датована 525—397 тисяч років тому.
У печері Пештурина (en:Pešturina) у громаді Нишка-Баня знайшли зуб (моляр) неандертальця віком близько 102 тыс. років тому (морська ізотопна стадія (MIS) 5c).
У печері Салітрен (Šalitrena Cave) знайдено Ґраветтські шари.

## Мезоліт
Однією з найдавніших слідів перебування людини на теренах Сербії вважають мезолітичну стоянку мисливців і риболовів Лепенський-Вир. У представників культури Лепенського-Виру виявлено мітохондріальні гаплогрупи H40, J2b1 і Y-хромосомна гаплогрупа R1b1a.
Сільське господарство виникає на теренах Сербії близько 10,5 — 8,5 тис. років до н. е.

## Неоліт
Неоліт Сербії представлений культурами Старчево і Вінча, створений нащадками переселенців з Малої Азії. Символи культури Вінча, на думку ряду дослідників, були найдавнішою писемністю або протописемністю у Європі. Потім їх змінює баденська культура.
Короткий перелік культур неоліта на теренах Сербії:
- Старчево — 6400 р. до н. е.
- Вінча — 5500 р. до н. е.
- Бубань-Селкуца-Криводол  — 4000 г. до н. е.

У представників культури Вінча визначено мітохондріальні гаплогрупи H, HV, K1a4 і Y-хромосомна гаплогрупа G2a (субклади G2a2a1, G2a2a1a).

## Енеоліт
Перші свідоцтва металургії, що відносять до 6-5 тис. до н. е., знайдені на таких стоянках, як Майданпек, Ярмовац, Плоцник, а також у доісторичній шахті Рудна Глава.
Давній мідний топор у Європі, знайдений у Прокупле, є свідоцтвом того, що металургія у Європі виникла близько 5500 року до н. е. на теренах культури Вінча.
Геохімічний аналіз зразків, що взяли у торф'яному болоті Црвені-Поток (Crveni Potok), виявив залишки забруднення свинцем починаючи з 3600 року до наших днів.
Деякі культури мідної доби:
- Костолацька культура — 3250 рік до н. е.

## Бронзова доба
- Ватин — 1600 р. до н. е.
- Брніца — 1400 р. до н. е.

## Залізна доба
Територію Сербії займають переважно іллірійці, на півночі — фракійці. Розвиваються місцеві варіанти гальштатської культури.

## Дослідники
- Милоє Васич
- Володимир Милойчич

## Заслання
- Статті по доисторическому періоду Сербии (на серб. [Архівовано 31 травня 2019 у Wayback Machine.] мові) [Архівовано 31 травня 2019 у Wayback Machine.]
- Мистецтво Сербии Древнего періоду [Архівовано 12 вересня 2020 у Wayback Machine.]